# Renningen

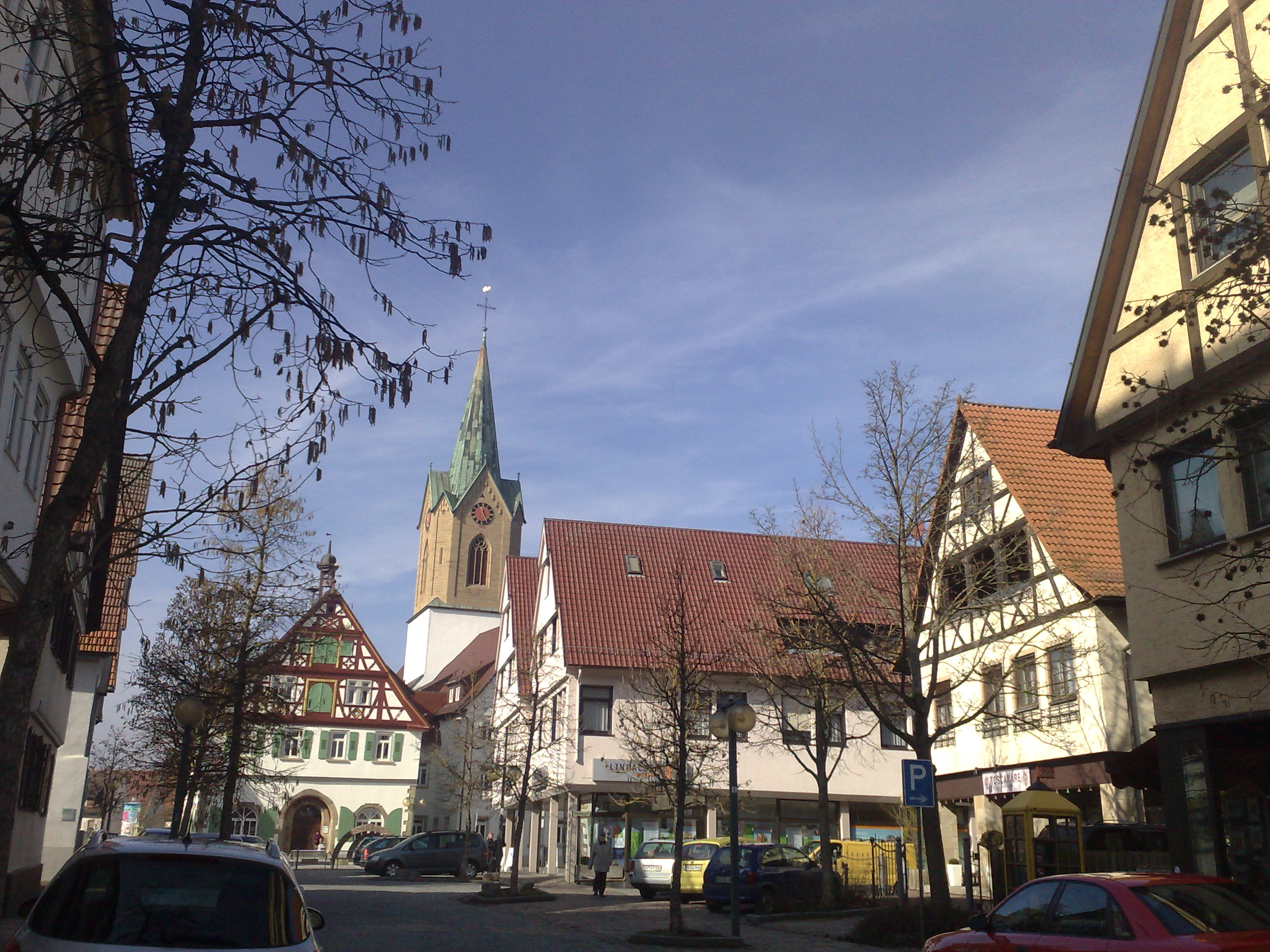
Centro de Renningen

Renningen (en suabo Rẽnnenge) es un pueblo en el distrito de Böblingen, Baden-Württemberg, Alemania. Se encuentra a 18 km al oeste de Stuttgart. La ciudad tiene 17.187 habitantes.

## Geografía
Renningen se encuentra en el oeste de Stuttgart, entre Leonberg y Weil der Stadt, en los márgenes de las fértiles llanuras del Neckar. El valle de Rankbach se extiende desde aquí hacia la llanura de Renningen.

### Municipios vecinos
Rutesheim, Leonberg, Magstadt, Weil der Stadt (los cuatro en el distrito de Böblingen), Heimsheim (Distrito de Enz).

### Estructuración del municipio
Renningen incluye los barrios de Malmsheim y Renningen. Los dos distritos son idénticos a los antiguos municipios del mismo nombre. Al antiguo municipio de Malmsheim pertenecen el pueblo de Malmsheim y la hacienda del molino de Rank. El municipio de Renningen en los límites de antes de la reforma municipal de la década de 1970 incluye la ciudad de Renningen, las fincas Ihinger Hof y Längenbühlhof y las edificaciones de Kindelberg, Lutzenburg, Silberberg y sus viñedos y los pueblos abandonados de Altheim, Maisenburg y Wassenbach.

## Demografía
| Gráfica de evolución demográfica de Renningen entre 1871 y 2015 |
|                                                                 |

## Historia

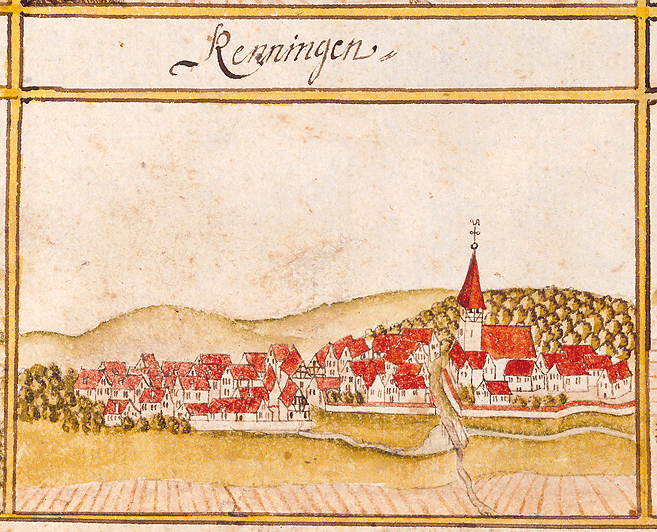
Renningen 1683/1685 en el Kieserschen Forstlagerbuch

Renningen se encuentra en una zona que ha sido densamente poblado desde el neolítico temprano. En consecuencia, se han detectado restos de asentamientos de la cultura de la cerámica de bandas en varios lugares. Los restos de asentamientos que se originaron con la cultura de los campos de urnas (alrededor del  1000 aC), así como la cultura de Hallstatt y La Tène (Edad de hierro temprana a tardía), proporcionan evidencia de asentamiento durante varias épocas prehistóricas. 
El análisis de las excavaciones arqueológicas y los hallazgos muestran la expansión de dos asentamientos alemanás tempranos dentro de la llanura de Renningen al norte y al sur de Rankbach. Las excavaciones realizadas por la entonces Oficina Estatal de Monumentos Históricos en Baden-Wurtemberg en el Parque Industrial Raite (1991) desenterraron varias granjas que comprendían casas de tres naves, almacenes y casetas de los siglos IV y V.
Un segundo asentamiento en el Neuwiesenäckern se convirtió en una gran colonia, que ahora puede identificarse como Altheim, mencionado por primera vez en el siglo XII. Durante la Edad Media, muchas otras áreas de asentamiento surgieron junto a este asentamiento. En los siglos XII y XIII, la población comenzó a gravitar hacia los dos centros actuales de la ciudad, ya que alrededor de 1200 la expansión de las zonas periféricas de la ciudad parece haberse detenido. Varios hallazgos en el centro de Renningen muestran que existió un asentamiento antiguo al lado de la aldea que se construyó después. Algunos hallazgos pertenecen al período merovingio tardío o al período carolingio, pero la mayoría de los hallazgos datan del siglo XI o XII y son contemporáneos de los asentamientos en el Neuwiesenäckern. Sin embargo, es incierto si el sitio había sido ocupado durante los siglos intermedios. Cerca de la iglesia hay un cementerio de la época merovingia excavada en 1989/90 por la Oficina Estatal de Monumentos Históricos, que fue abandonada alrededor del año 500, aunque es cuestionable si sirvió para un emplazamiento, ya que la única evidencia de esto es un solo fragmento de cerámica que se encuentra en la vecindad. Los sitios de entierro posteriores se han encontrado solo en el lado sur de Malmsheim, en el sitio de un presunto cementerio merovingio temprano.
La tradición escrita muestra que Renningen estuvo sujeto al sistema de Villikation del monasterio de Weissenburg durante el período carolingio. Se mencionan 22½ granjas, por lo que las observaciones históricas sobre el destino de esta propiedad plantean la cuestión de si estas granjas estaban ubicadas dentro de los límites posteriores de la ciudad. En los siglos XI y XII hubo una nobleza, que poseía propiedades en ambas ciudades, según registros escritos. En Malmsheim y la abandonada Altheim, se han encontrado propiedades de estilo Staufian. En el siglo XIV, la comunidad se organizó en cierta medida, con la existencia de un Schultheiß (forma temprana de alcalde), así como Rotación trienal.
Renningen llegó en 1310 con la compra de los condes de Hohenberg al condado de Württemberg y fue asignado a la dependencia de Leonberg. Por lo tanto, Renningen formó parte del viejo Württemberg (antes de 1803). En la era moderna temprana, Renningen era un municipio grande que se caracterizaba por la artesanía y con un recinto medieval que se ha mantenido parcialmente hasta la actualidad. A principios del siglo XIX, el pueblo permaneció, tras la fundación del Reino de Württemberg, bajo la nueva división administrativa de Württemberg, subordinada al Oberamt de Leonberg. Así, Renningen perteneció desde 1818 a la región administrativa de Neckar. Con la apertura de la estación en 1869, la conexión a la red ferroviaria de Württemberg se efectuó. 
Renningen formó parte del  distrito de Leonberg en 1938. En 1945, Renningen entró en la zona de ocupación estadounidense y, por lo tanto, perteneció al recién fundado estado federado de Wurtemberg-Baden, que se alzó en 1952 en el estado actual de Baden-Wuerttemberg. En 1973 se llevó a cabo la reforma del distrito en Baden-Wuerttemberg, donde Renningen pasó a ser parte del distrito de Böblingen.
El 1 de enero de 1982 Renningen obtuvo los derechos de ciudad. Las nuevas áreas de desarrollo han ampliado enormemente el antiguo pueblo hacia el norte.

## Religión
Hasta la Reforma protestante, la parroquia de Renningen era parte de la jurisdicción de Weil der Stadt en distrito eclesiástico de Trinitatis de la diócesis de Speyer. Desde entonces, Renningen ha sido predominantemente protestante. Las parroquias protestantes de Renningen y Malmsheim pertenecen al distrito de la iglesia Leonberg de la Iglesia Evangélica Luterana de Württemberg. Desde el final de la Segunda Guerra Mundial, nuevamente hay una comunidad católica. Pertenece al decanato de Böblingen en la diócesis de Rottenburg. Además, existe la comunidad de Liebenzell y, desde 2007, una comunidad protestante libre. La Iglesia Nueva Apostólica también está representada en Renningen con una comunidad.

## Zonas de la ciudad

### Malmsheim

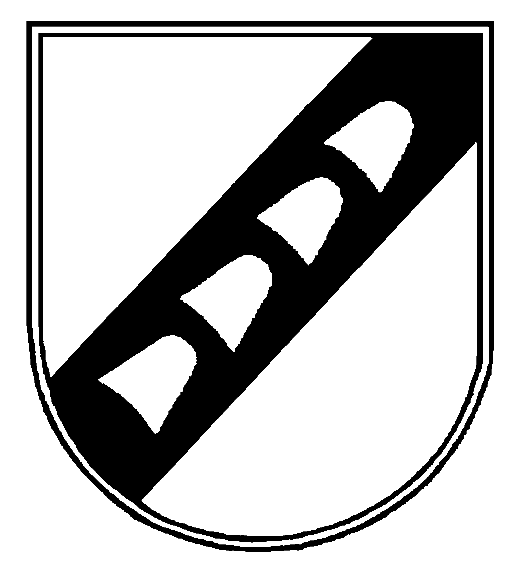
Escudo de Malmsheim

Malmsheim se documentó por primera vez en 1075 como propiedad del monasterio de Weissenburg con el nombre de Malbodesheim (como se da testimonio del don de bienes: "Diemo de Malbodesheim", más adelante se escribe Malmsheim: Mahalbodesheim o Malbotesheim). En 1188 se acordó con la hija de Alfons, Berengaria, un régimen de propiedad de bienes inmuebles en Malmisheim en un contrato entre el emperador Federico I Barbarroja y el rey Alfonso VIII de Castilla, en el que se acordó el matrimonio del hijo de Federico, Konrad. Esta propiedad, que se sospecha que era Malmsheim, pertenecía a la dote de la novia con otros 29 bienes. Sin embargo, este matrimonio nunca se puso en práctica. En el transcurso del siglo XV, Malmsheim perteneció a Württemberg y estuvo inicialmente subordinado a la Oficina Leonberg, de 1470 a 1719 a la Amt de Böblingen, y desde entonces volvió a ser asignada a la Amt de Leonberg. En 1938 el pueblo pasó al distrito de Leonberg. En el curso de la reforma municipal, el lugar perdió su independencia y se incorporó el 1 de marzo de 1972 a Renningen.
La expansión de la nueva área de desarrollo Schnallenäcker desde 1996 contribuyó significativamente al crecimiento del distrito. En el distrito de Malmsheim viven 5,926 habitantes a 30 de noviembre de 2010.

#### Edificios históricos de Malmsheim

##### Hostal Hirsch
Vivienda de dos pisos (granja, sala de estar, granero y establo bajo un mismo techo) hecha de ladrillo sobre una base de piedra natural, construida en 1908. Pisos superiores con estructura de entramado, revestidos con ladrillos. Techo de dos vertientes  con moldura de corona dentada bajo el lado de los aleros. Formas ornamentales de piedra: cruces, arcos segmentarios sobre las ventanas de la planta baja, diamantes y cruces de San Andrés.

##### Caserío
Se caracteriza porque tanto la sala de estar, establo y granero se encuentran bajo un mismo techo. Edificio construido en el siglo XVII, dos de los tres pisos son de entramado de madera el bajo es un basamento macizo, excepto en el lado norte enlucido desde mediados del siglo XX.
Edificio residencial 
Casa unifamiliar del año 1468. Actualmente es la casa más antigua de Malmsheim después de la iglesia. Sufrió varias fases de construcción en los años 1613, 1739, 1799 y 1892. La casa pertenecía a principios del siglo XIX a la hija del rico alcalde Redwitz de Malmsheim, Johanna Jakobina Kachler, apellido de soltera Redwitz.
La recolocación y limpieza del aguilón se llevó a cabo en 1836 pero se rompió en 1985. Edificio fue renovado de acuerdo con los requisitos de la ley de protección de monumentos de 2014-2016, cuando se dividió en cinco apartamentos.

##### Hacienda antigua
Granja de dos partes, construida alrededor de 1800, con casa residencial de dos aguas. Estructura de armadura enlucida, frontón con revestimiento de tableros, establo contiguo en la planta baja. Hastial empotrado en el granero de entramado de madera, reconstruido para fines residenciales.

##### Museo de Historia local
Granero de entramado de madera restaurado del siglo XVIII – XIV, en  1991 se convirtió en el  museo de historia local de la asociación de hogares protestantes de Rakbachtal. El edificio residencial asociado fue demolido en 2002 y reconstruido como biblioteca infantil y juvenil y lugar de reunión

##### escuela primigenia
Construida en 1680 en el foso de la iglesia fortificada, se extendió en 1794 hacia el oeste con el techo de cuatro aguas y hacia el sur sobre la base de la pared del cementerio, a partir de 1852 se utilizó como edificio residencial. En el lado norte, en lo que fue antigua entrada de la escuela se conservan los postes originales, fue reconstruida en 1998.

##### Panadería
Panadería con sala de estar. Con tejado de dos aguas, construcción de entramado de madera de una sola planta sobre base sólida, techo inclinado, construido entre los siglos XVII y XVIII. Hasta 1920, el orneado fue llevado a cado  por un pastelero contratado por el municipio. En el mismo año se instalaron un segundo horno y un baño. Para los habitantes al sur del Rankbach había "en el viejo campo santo " una segunda panadería más pequeña. 
Iglesia protestante germana
Iglesia de arquitectura románica dentro de una antigua fortificación, mencionada por primera vez en 1275. La torre medieval del este, la planta de la campana y cúpula galesa fueron construidos en  1746. Coro de la torre del siglo XIV con pinturas de muros y bóvedas y el crucifijo gótico tardío del escultor Matthäus Weinmann. Nave de 1486, extendida hacia el sur en 1607 y pintada. Techo de artesonado de madera y galería del siglo XVIII. Piedras y tabletas de inscripción, así como epitafios por fuera y por dentro. En el cementerio memorial de guerra (Fauengestalt: los "dolientes") de los caídos de la Primera Guerra Mundial, creado en 1937 por Fritz von Graevenity, junto a él las placas conmemorativas de los caídos de la Segunda Guerra Mundial y la base aérea de Malmsheim.

##### Ayuntamiento
Construcción con frontón con hastial hecho de mampostería revocada del barroco tardío, planta baja masiva de dos pisos, planta superior de yeso con entramado de madera. Techo de cuatro aguas lisiado con torreta de canto y veleta. Portales redondeados arqueados en la planta baja, sobre la inscripción del portal central de 1784. En los lados sur y oeste, las ventanas están hechas de piedra arenisca en forma de arco redondo. Bomba de hierro fundido y pozo (finales del siglo XIX) con la cuenca de arenisca ovalada del siglo XVIII, en el lado norte está la fuente del ayuntamiento desde 1987 (diseño y ejecución: Albert Steudle).

##### Alquería
Construido en el siglo XVIII sobre las ruinas de los edificios anteriores. Llamado finca de Hirsau (posesión señorial del monasterio de Hirsau).
Edificio con frontón  residencial de dos pisos de entramado de madera; Hastial con doble granero de madera y cobertizo con paredes entramadas.

##### Establecimiento comercial
Antiguo edificio residencial, alrededor de 1700. Con frontón, planta baja maciza de yeso, de dos pisos, con mampostería vista en el lado este. Popularmente llamado "Casa Kümmerle", ya que los descendientes del alcalde Michael Kümmerle (1814-1896) vivieron aquí durante muchos años.

##### Cementerio
Recién creado en 1823 como el sucesor del que estaba en frente "Jardín de Muertos fuera de la aldea" de 1637 y el cementerio cada vez menos utilizado frente a la iglesia. Sala de bendiciones desde 1985 con dos ventanas de cristal de arte de Hans Hahn-Seebruck tomadas del edificio anterior de 1959.

##### Antiguo palacio
Finca agrícola (llamada el palacio de abajo o casa de Völmle'sches). Edificio residencial con frontón, de dos pisos, enlucido con un entramado de madera con escudo de armas, terminado  el día 4 de agosto de 1915 por el maestro de obras A. Bubser, sobre el señorial edificio predecesor  que databa del siglo XVIII que se quemó por completo. Ampliado con establo y granero construido sobre una bodega aún más antigua; Mampostería de ladrillo.

##### Antigua escuela
Construida en 1852, la estructura actual data de 1922 (reconstruida después del incendio de la armadura del tejado). Azotea abuhardillada con doble alero en los laterales frente a la carretera. Utilizado como escuela hasta 1955 y después con fines residenciales y comerciales.

##### Casa del párroco
Vicaría protestante. Rectorado parroquial de dos pisos de entramado de madera con planta baja maciza, parcialmente enlucida. Ménsula del año de 1595 en la esquina suroeste. Escudo de armas real de Wüttemberg sobre la entrada. Antiguo lavadero (actualmente es un comercio) con teja de armadura enlucida.

### Ihinger Hof
Al sur de la ciudad de Renningen se encuentra el Ihinger Hof, que fue un rico patrimonio señorial que durante mucho tiempo formó su propia demarcación de término municipal y no se asignó ninguna a parroquia. Después de la Guerra de los Treinta Años, la finca pasó a ser posesión de los barones de Bouwinghausen-Wallmerode. Incluso entonces, disidentes religiosos encontraron refugio en la finca. Más tarde, a principios del siglo XVIII pasó a manos de la baronesa Amalia Hedwig de Leiningen (1684-1754), que se había separado de la iglesia protestante. Después de su muerte, su hijo, el barón Moritz Siegfried von Leiningen (1703-1782) heredó la finca. Tanto la baronesa como su hijo abrigaron a disidentes del Ducado de Württemberg y otros estados del Imperio. Las reuniones se llevaron a cabo en la corte, difundiendo las ideas del pietismo radical. Aquí prominentes pietistas de Wuerttemberg, como Johann Michael Hahn y Johann Georg Rapp, recibieron impulsos decisivos. Los visitantes también incluyeron a Friedrich Christoph Oetinger.
Después de la muerte del barón Moritz Siegfried von Leiningen, quien murió soltero, la finca llegó a la familia von Göllnitz. En el siglo XIX, el estado de Württemberg adquirió la propiedad, y actualmente es propiedad del estado de Baden-Württemberg. Hoy en día, el Ihinger Hof es utilizado por la Universidad de Hohenheim como centro de investigación agrícola.

## Hermanamientos
- Mennecy (Francia), desde 1982
- Saalburg (Turingia)
- Occhiobello (Italia), desde 2012

## Economía e infraestructura

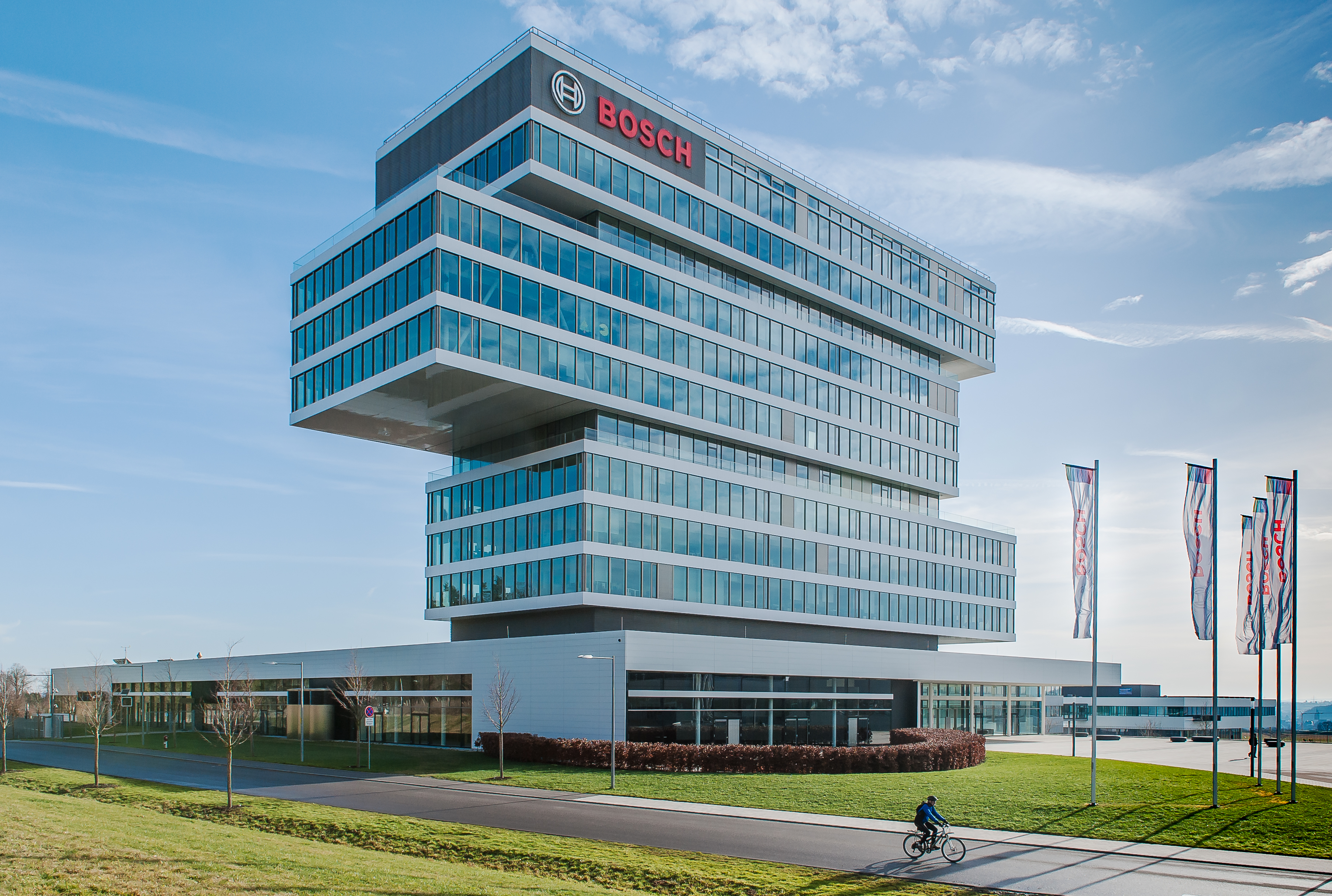
Centro de Robert Bosch

Económicamente, Renningen depende de comunidades más grandes. Una gran parte de sus ciudadanos trabajan fuera del pueblo, por ejemplo, en Thales en Ditzingen, en Daimler en Sindelfingen o en Stuttgart. Sin embargo, hay muchos trabajadores autónomos , por ejemplo los de la empresa Pininfarina, que está activa en la Fórmula 1 y en la construcción de automóviles deportivos. También hay empresas de mediano tamaño. La filial de Daimler's Smart solía tener su sede en Renningen, y Rinol AG, un fabricante de revestimientos de pisos industriales, también tenía su sede en Renningen hasta su quiebra. Rinol AG, liderado por el exempresario del año Kurt-Jörg Gaiser, salió a bolsa el mismo día que Deutsche Telekom y fue considerado el "super-eficiente " del CDAX. La fábrica de pintura y pintura Wörwag tiene una planta para la producción de recubrimientos en polvo en el área industrial de Renninger. La filial de Eberspächer SÜTRAK GmbH & Co. KG, antigua filial del grupo de aire acondicionado estadounidense Carrier, tiene su sede en Renningen. Es uno de los líderes del mercado mundial en climatización de vehículos comerciales y autobuses. 
Renningen ha sido el centro de investigación de Robert Bosch GmbH desde 2015. Alrededor de 1700 empleados trabajan en el nuevo centro de desarrollo.
El campus de investigación de Bosch en Renningen forma el centro internacional de investigación y desarrollo avanzado, Car Multimedia y el centro Bosch de inteligencia artificial.
Empleados de todo el mundo están trabajando para encontrar respuestas a las preguntas del futuro. Para que las ideas de los investigadores se desarrollen de manera óptima, el campus es una red de caminos cortos entre la comunicación y la inspiración, donde la creatividad no tiene límites.

### Transporte
El aeródromo de Malmsheim es un aeródromo militar con una terminal de para planeadores adyacente. El aeropuerto importante más cercano es el aeropuerto de Stuttgart.
El ferrocarril de la Selva Negra (Stuttgart - Weil der Stadt) se usa actualmente como la Línea S6 del S-Bahn Stuttgart y tiene paradas en Renningen y Malmsheim. A partir de 2010, se habilita también la Línea S60 Rankbachbahn (a través de Magstadt y Sindelfingen a Böblingen). 
Renningen está conectada a la red nacional de carreteras a través de la Bundesstraße B-295 (Stuttgart - Calw) y la B-464 Sindelfingen – Renningen.

### Educación
Renningen tiene un liceo y una Realschule. Con el Friedrich-Schiller-Schule en el centro de la ciudad y el Friedrich-Silcher-Schule en Malmsheim hay, además, dos escuelas primarias y dos Hauptschulen.

### Servicios de emergencia
Los bomberos voluntarios de Renningen y Malmsheim tienen en cada distrito un comandante de departamento y un interino. El comandante general coordina todas las actividades de todo el servicio. El departamento de bomberos en Malmsheim posee tres vehículos. Hay un departamento de bomberos juvenil conjunto.
La estación de rescate de la Cruz Roja Alemana en la carretera del comarcal entre Malmsheim y Renningen ha estado en funcionamiento desde 2009.

## Cultura y atracciones turísticas

### Teatro
En el contexto natural de una antigua cantera, "Am Längenbühl", se alza el vasto escenario al aire libre del Naturtheater. Es un "verdadero teatro al aire libre", que no tiene ni techo de escenario ni asientos para espectadores. Para los adultos, los monólogos y las comedias se realizan en el dialecto Suabo. Desde 1984 se han ensayado cuentos de hadas infantiles clásicos como "Rapunzel", "La mesa, el burro y el bastón", "Aladdin y la lámpara mágica" o "Gato con botas". El grupo de teatro de lengua inglesa Outcast International Theatre también realizó "Robin Hood" en 1999, 2000 y 2002.

### Museos
Museo arqueológico (en los edificios de la escuela)
Museo local (Malmsheim)
La escena de la natividad Renninger se exhibe en el período de Navidad (3 ° domingo hasta el domingo antes de María Lichtmess) en la Iglesia Católica Martinus en Malmsheim. La instalación del nacimiento en Renninger se repite anualmente desde el invierno 1979/1980. Como la escena de la natividad tiene un lema diferente cada año, sus componentes siempre se organizan de manera diferente frente a fondos especialmente pintados y se complementan con partes nuevas. En el resto del año, las partes del nacimiento se pueden ver en el museo "Renninger Krippe" en el distrito de Renningen.

### Construcciones
- Iglesia Evangélica Germanus Malmsheim
- Antiguo ayuntamiento de malmsheim
- El muro de Etter
- El ayuntamiento
- Iglesia Evangélica de San Pedro
- Iglesia protestante de Germanus (Malmsheim)
- Iglesia Católica Boniface
- Iglesia Católica Martinus (Malmsheim)
- Centro de investigación de Robert Bosch GmbH

### Deportes
El club ciclista ADFC (Allgemeiner Deutscher Fahrrad-Club) se encuentra representado en Renningen. Se trata de una asociación  muy comprometida con el movimiento ciclista y trabaja con asociaciones e instituciones que promueven más ciclismo, seguridad y protección ambiental en el transporte.
El club organiza tours entre abril y septiembre, tanto para miembros como para simpatizantes, en diferentes niveles de dificultad. 
Recorridos fáciles: aptos para inexpertos y niños, sin pendientes significativas, con recorridos de hasta 30 km aproximadamente y a una velocidad en llano 14-16 km / h.
Recorridos intermedios: Adecuadas también para los menos experimentados, aquí Las pendientes son más importantes. Longitud del recorrido hasta 80 km y velocidad en llano de 17-19 km / h.
Recorridos duros: se requiere un buen estado de forma. Longitud del recorrido hasta 100 km y velocidad en llano de 20 a 22 km / h.
Recorridos deportivos: Muy buen estado de forma requerido. Longitud del recorrido superior a 100 km y con pendientes extremas.
La ADFC es neutral desde el punto de vista político, pero radical cuando se trata de los intereses de los ciclistas. Son amigos del medio ambiente y están comprometidos con una opción de transporte ecológicamente racional.

El club deportivo Renningen (SpVgg Renningen) es, con aproximadamente 2100 miembros, el club deportivo más grande de Renningen. En sus nueve departamentos, el club deportivo de Renningen ofrece una amplia gama de deportes para todas las edades y rendimiento. 

En segundo lugar por número de miembros El Renninger Schwimmclub es un club deportivo con más de 1,600 miembros en tres divisiones. Además de la natación y el voleibol, el departamento más grande es el departamento de deportes recreativos y de salud. Hay alrededor de 250 no miembros que asisten a numerosos cursos y 180 participantes en nuestros trece grupos de rehabilitación.
El programa de deportes, con alrededor de 130 horas de deportes por semana, incluye una amplia gama de actividades para niños, adolescentes y adultos hasta ancianos.
El club más grande en el barrio de Malmsheim es el TSV Malmsheim.

## Personalidades

### ciudadanos de honor
- Ernst Bauer (1847-1930), doctor.
- Anna Maria Theurer (1854-1939), benefactora y humanitaria.
- Emil Höschele (1868-1955), maestro e historiador local.
- Bernhard Maier (nacido en 1945), exalcalde de Renningen y administrador del distrito del distrito de Böblingen 2000-2008
- Franz Pitzal (n. 1936), pastor católico

Hijos e hijas de la ciudad.
- Norbert Beck (nacido en 1954), político (CDU), miembro del Parlamento de Baden-Württemberg
- Michael Schürg (nacido en 1984), jugador de fútbol
- Stefan Haag (nacido en 1963), escritor

### Conectado con Renningen
- Paul Reich (1925-2009), escultor, vivió y trabajó desde 1961 hasta 1978 en Renningen.
- Wolfgang Kermer (* 1935), historiador del arte y rector universitario, vivió de 1961 a 1970 en Renningen.
- David Jaffin (* 1937), predicador, pastor y autor, trabajó en Malmsheim de 1978 a 1994 durante 16 años como pastor de la comunidad protestante.
- Jost Goller (nacido en 1942), profesor y antiguo rector del Colegio de Administración Pública y Finanzas de Ludwigsburg
- Heiderose Berroth (nacido en 1947), político (FDP), miembro del parlamento. Ella vive en Renningen.
- Rainer Widmayer (nacido en 1967), futbolista y entrenador en VfB Stuttgart, jugó en su juventud en el club deportivo Renningen.
- Hanna Philippin (* 1992), triatleta